# Schulthess Buttress
Schulthess Buttress ist ein wuchtiges und vereistes Felsenkliff im westantarktischen Marie-Byrd-Land. In der Ohio Range der Horlick Mountains ragt es zwischen dem Ricker-Canyon und dem Higgins-Canyon an der Nordseite des Buckeye Table auf.
Eine Mannschaft des United States Antarctic Program zur Erkundung der Horlick Mountains nahm im Dezember 1958 Vermessungen des Kliffs vor. Das Advisory Committee on Antarctic Names benannte es 1962 nach dem Schweizer Fotografen Emil Schulthess (1913–1996), der die Mannschaft begleitet hatte.